# Historic Columbia River Highway
L’Historic Columbia River Highway est une route touristique d'environ 120 kilomètres panoramique dans l'État américain de l'Oregon entre Troutdale et The Dalles, construite à travers la gorge du Columbia entre 1913 et 1922. Cette route est l'un des premiers projets d'autoroutes panoramiques des États-Unis et fut à ce titre reconnue notamment par une inscription sur le Registre national des lieux historiques comme National Historic Landmark.
La route est essentiellement entretenues par l'Oregon Department of Transportation en tant que Historic Columbia River Highway No. 100 (encore en partie indiquée comme U.S. Route 30) ou l'Oregon Parks and Recreation Department en tant que Historic Columbia River Highway State Trail.
La route d'origine a été promue par l'avocat et entrepreneur Samuel Hill et l'ingénieur Samuel C. Lancaster sur le modèle des grandes routes panoramiques d'Europe. Dès le début, la route a été envisagée non seulement comme un moyen de voyager avec la Ford T alors en vogue, mais aussi conçue avec le but de profiter pleinement de toutes les beautés naturelles le long de l'itinérair, comme son passage par Crown Point.
Lorsque le réseau routier  américain a été officiellement créé en 1926, la route est devenue une partie de l'U.S. Route 30. La route historique a même été court-circuitées par l'Interstate 84 entre les années 1930 et 1950. Depuis, l'Interstate 84 a été construite parallèlement entre Portland et à The Dalles, et est devenu l'itinéraire principal.

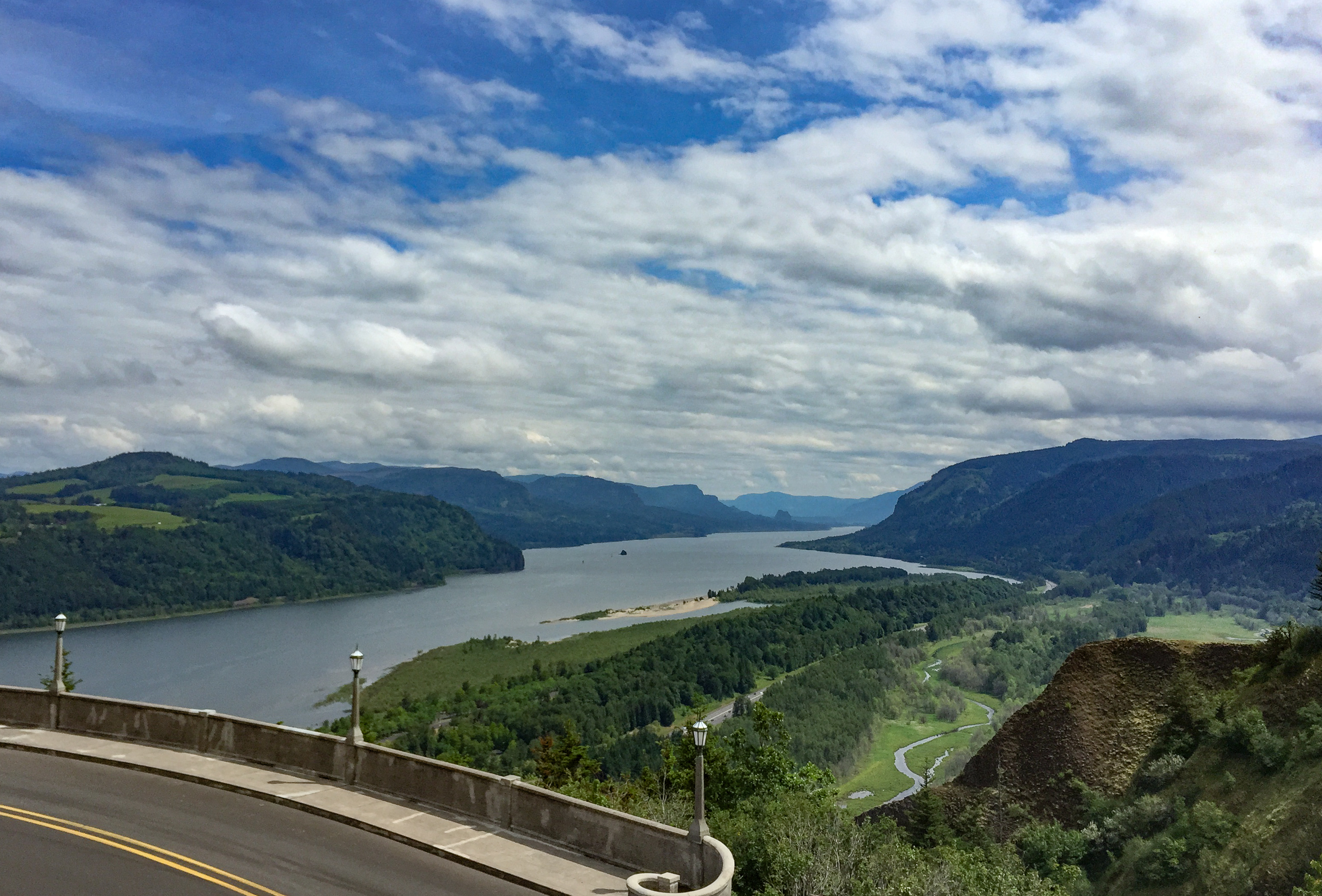
Vue de l'Historic Columbia River Highway.